# Orania ravaka
Orania ravaka är en enhjärtbladig växtart som beskrevs av Henk Jaap Beentje. Orania ravaka ingår i släktet Orania och familjen Arecaceae. IUCN kategoriserar arten globalt som sårbar. Inga underarter finns listade i Catalogue of Life.

## Bildgalleri

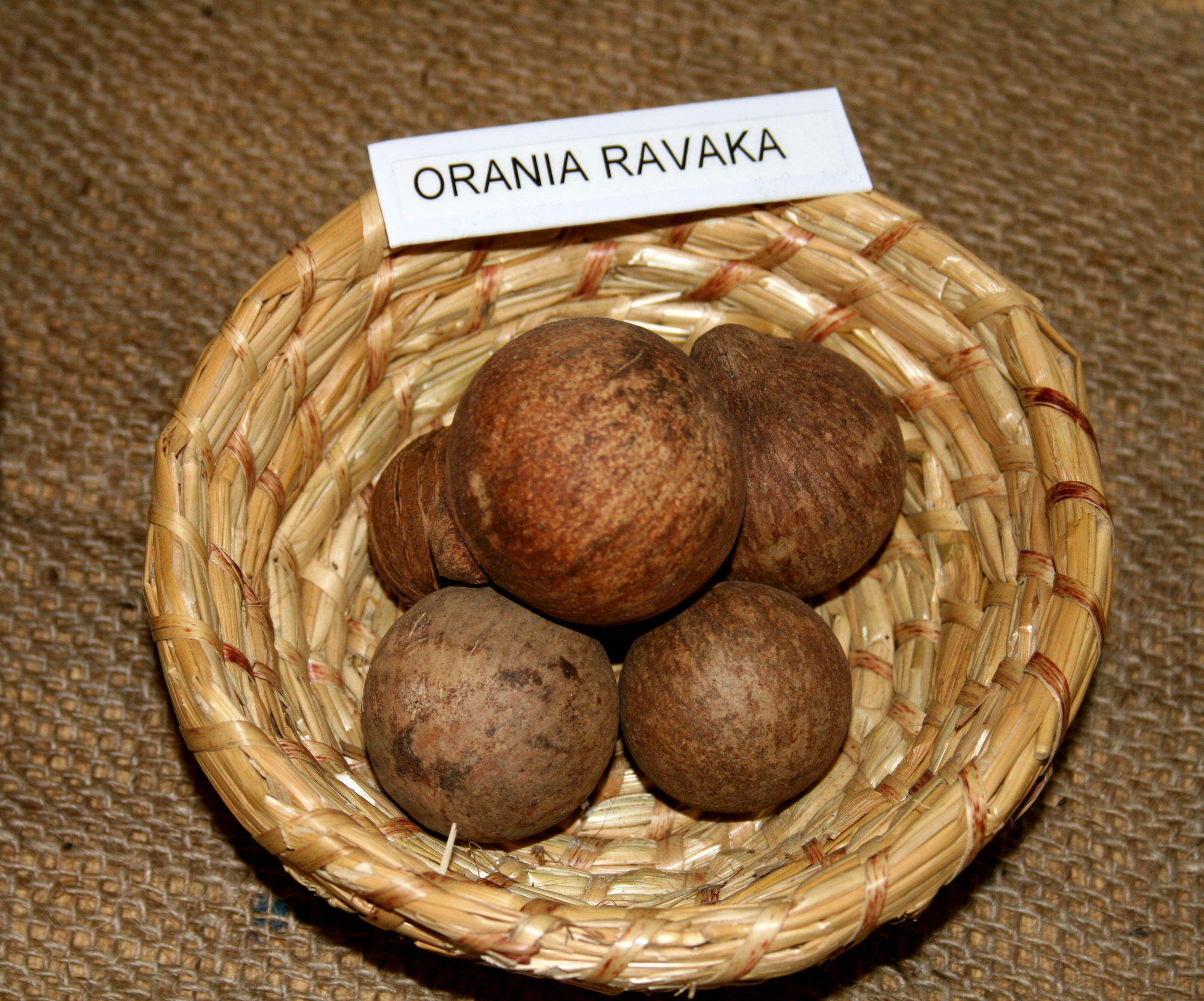